# 大谷麻衣
大谷 麻衣（おおたに まい、1989年4月17日- ）は、日本の俳優。千葉県出身。
アイトゥーオフィスに2018年9月から2020年10月まで所属。
2020年11月より俳優マネージメント事務所「月の羊」を設立。

## 来歴
- 1992年、3歳から20歳まで本格的にクラシック・バレエを習う。
- 2009年、本格的に芸能活動を開始。
- 2018年4月、三浦大輔監督作品、石田衣良原作の映画『娼年』で松坂桃李演じる主人公、領の初めての客、ヒロミを演じて注目を集める。
- 2018年同月、写真家・篠山紀信撮り下ろしによる初ヌードが、週刊現代に掲載される。
- 2018年7月4日、写真家・篠山紀信による写真集が小学館より発売。
- 2019年、NetflixのWebドラマ全裸監督に出演。

## 人物
- 趣味・特技に、クラシック・バレエ、英会話、料理となっている。ダンス全般が得意で、アクション経験もある。
- 映画『娼年』の公開に際し、文化系マガジン・チェリーに掲載されたインタビューによると、「女優を始めて7年間くすぶってきた期間が長くて。この映画の前には、事務所にも入っていなかったので、オーディションを受けられたこと自体が奇跡のような感じなんです。だから『この役を掴めなきゃ、役者人生が終わるぞ』って気持ちで臨みました。オーディションが始まってから、決まるまでの1週間は、不安でどんどんゲッソリしていったようで、周りの俳優仲間に心配されました（笑）そんな中で最終オーディションで演技をしていたので、その場でヒロミ役の決定を言い渡されたときは、その場で泣いてしまいました。“誰かに選んでもらえた”という感覚が、この7年間をチャラにしても余りあるような歓喜の瞬間でした。三浦監督にも『これで売れてくださいね』と言っていただけて、『娼年』は私の役者人生どころか人生をも大きく変えてくれた作品です。」と本人が語っている [1]。

## 出演

### 映画
- SCOOP!（2016年、大根仁監督）
- 校庭の轍（2017年、大金康平監督） - 演技実習講師 役
- 神宿スワン（2017年、中山剛平監督）- リポーター 役
- 娼年（2018年4月、三浦大輔監督） - ヒロミ 役
- ばぁちゃんロード（2018年4月、篠原哲雄監督） - 金子恵 役
- 村田さん（2018年、市川徹監督） - ヒロイン・深尾雪子 役
- タロウのバカ（2019年9月、大森立嗣監督）自転車の女役
- 向こうの家（2019年10月[注 1]、西川達郎監督） - ヒロイン・向井瞳子 役
- 星の子（2020年10月、大森立嗣監督） - 麻美先生 役
- まともじゃないのは君も一緒（2021年3月、前田弘二監督） - 保坂真帆 役
- Arc アーク（2021年6月、石川慶監督） - エマのパートナー　役
- 鬼が笑う（2022年6月、三野龍一監督）- 大友まどか　役
- うつぶせのまま踊りたい（2023年、岡本昌也監督） - 水本凜 役
- 海辺の恋人（2023年8月、いまおかしんじ監督） - 愛川女史 役
- コーポ・ア・コーポ（2023年11月、仁同正明監督） - 麻美先生 役

### テレビドラマ
- 東京DOGS（2009年、フジテレビ）
- タンブリング（2010年、TBS）
- 警視庁鑑識課〜南原幹司の鑑定〜3（2013年、TBS）
- キスのカタチ（2015年、TBS）
- 視覚探偵 日暮旅人（2015年、日本テレビ）
- しんがり 山一證券 最後の12人（2015年、WOWOW）
- ホテルコンシェルジュ（2015年、TBS）
- いつかこの恋を思い出してきっと泣いてしまう（2016年、フジテレビ）
- 相棒Season17 最終話（2019年、テレビ朝日） - 北尾香織 役
- 特捜9（2019年、テレビ朝日）- 役
- 終着駅シリーズ第36作「雪の螢」（2020年、テレビ朝日） - 島村耀一郎の実母・島村万里子 役
- 三屋清左衛門残日録「新たなしあわせ」（2020年、時代劇専門チャンネル）- おひで 役
- 片恋グルメ日記2（2022年、TOKYO MX月曜ドラマ） - 御子柴玲香 役
- ひともんちゃくなら喜んで!（2023年、テレビ朝日・朝日放送テレビ） - 高円寺エリカ 役[2]
- テレビ朝日スペシャルドラマ「私小説 –発達障がいの僕が純愛小説家になれた理由」（2023年、テレビ朝日） - まどか 役
- 離婚弁護士 スパイダー Season2 〜偽りと裏切り編〜 第6話・最終話（2025年〈予定〉、日本テレビ） - 松嶋ツカサ 役[3]

### 配信ドラマ
- 女たちは二度遊ぶ（2010年、BeeTV）
- 左ききのエレン（2019年、MBS/TBSドラマイズム特別編U-NEXT限定配信) - 鹿島恭子 役
- 全裸監督3話（2019年8月全話配信、Netflix） - 陽子 役
- 神様のえこひいき（2022年3月19日 - 4月9日、Hulu）- 七原美子 役[4]

### 舞台
- 仮定教師（2016年）
- 全員失格（2016年）
- 盆栽（2020年2月、演出：倉本朋幸、脚本：小路紘史、渋谷・伝承ホール） - ミカ役
- Nevy Pier 埠頭にて（2021年12月）赤レンガ倉庫 - リヴ役

### CM・広告
- ENEOSでんき「この顔を思い出してください」篇（2018年）
- リクルートスタッフィングWEBムービー「私らしさって･･･」（2018年 - ）
- カインズ「ペットカタログ2019（春夏：表紙）/（秋冬）」（2019年）
- コルゲンコーワIB錠TXa「働く人に聞きました編」（2020年 - ）
- HONDA「FREED Web CM「ガレージハウス篇」（2022年 - 23年）

### 写真集
- 『月の彼方 #2』オトナNegativepop 撮影:丸谷嘉⻑
- 『月の彼方 #1』オトナNegativepop 撮影:丸谷嘉⻑
- MAI OHTANI by KISHIN（2018年7月4日、小学館、撮影：篠山紀信）ISBN 978-4096822739

### MV
- 『唇』初芝崇史（2024 - )

### DVD
- 地下室の美女が語る 恐怖の都市伝説（2017年） - 口裂け女 役
- デッドクック（2017年、佐々木勝己監督）- 女プロデューサー・菊池 役

### ラジオ・雑誌・イベント等
- ラジオNIKKEI「中野アナへちょっと言わせて！〜雷部屋」（2018年）
- 「週刊現代」（2018年）
- 「あそびすと」（2019年）
- 「週刊アサヒ芸能」（2019年）
- 「Asageiplus」（2019年）
- かつしかFM「小沢まゆのほっとプラスシネマ」（2019年）
- かわさきFM「岡村洋一のシネマストリート」（2019年）
- 東急スポーツオアシス×LIFE TUNING DAYS「新しい美の様式」トークイベント（2020年）
- 「週刊FLASH（写真週刊誌）」（2021年12月14日号、撮影：丸谷嘉⻑）